# Joe Zelenka
Joseph John „Joe“ Zelenka (* 9. März 1976 in Cleveland, Ohio) ist ein ehemaliger US-amerikanischer American-Football-Spieler auf der Position des Long Snappers. Er spielte 13 Saisons in der National Football League (NFL).

## Frühe Jahre
Zelenka ging in seiner Geburtsstadt Cleveland auf die Benedictine High School. Später ging er auf die Wake Forest University, wo er für das College-Football-Team als Long Snapper und Tight End spielte.

## NFL
Zelenka wurde nach dem NFL-Draft 1999 von den San Francisco 49ers unter Vertrag genommen. Nach nur einer Saison wechselte er zu den Washington Redskins. Nach wieder nur einer Saison unterzeichnete er einen Vertrag bei den Jacksonville Jaguars, bei denen er acht Spielzeiten blieb. Zur Saison 2009 wechselte er zu den Atlanta Falcons. Nachdem er vor der Saison 2012 bei den Falcons nicht mehr berücksichtigt worden war, beendete er seine Profikarriere. Insgesamt brachte er es auf 194 NFL-Spiele.